# Crépuscule astronomique

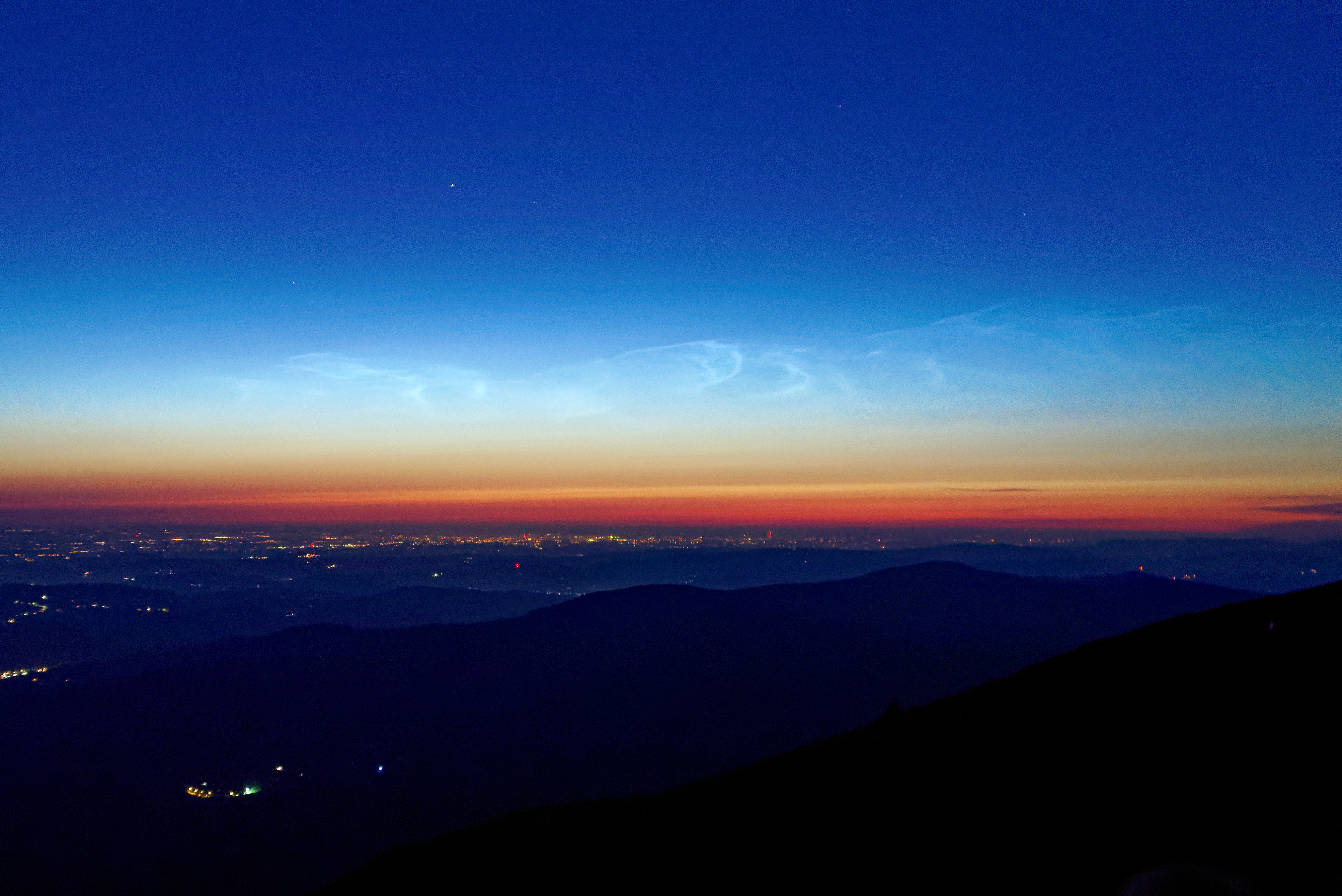
Crépuscule astronomique photographié le 20 juin 2021.

Le crépuscule astronomique est défini comme le faible crépuscule observable quand le Soleil est abaissé entre 12° et 18° sous l'horizon. 
On parle de crépuscule civil lorsque le Soleil est situé entre 0° et 6° sous l'horizon et de crépuscule nautique entre 6° et 12°.